# Уразгильды
Уразгильды (баш. Ураҙгилде, удм. Вукогурт) — село в Татышлинском районе Башкортостана, входит в состав Новотатышлинского сельсовета.

## Топоним
Тюркская теория
Татарское и башкирское наименование деревни взято очевиднее всего от первого поселенца по имени Уразгилде. Происхождение данного имени имеет тюркско-мусульманские корни. Первая часть имени «Ураз» имеет два варианта значения 1. тюркское имяобразующее 'счастье, радость''счастливый' — 2. 30-дневный пост у мусульман в месяце рамазане Ураза. Вторая часть — тюркское имя, образующее «гилде» — слово является отпечатком языка тюрки и текущее современное тюркского языка Урало-Поволжья — килде (рус. пришел).
В российской империи от этого наименования деревни видоизменили на Уразгильдино(а), как и было отражено в документах при переписях прошлых лет 18—19 вв. (ревизские сказки).
Фино-угорская (удмуртская) теория
Удмурты же деревни называют деревню по сей день Вукогурт, слово, означающее Вуко — мельница, гурт — деревня, то есть «Деревня мельниц». В деревне в одно время было очень много мельниц. К 2010 их уже не было.

## География

### Географическое положение
Расстояние до:
- районного центра (Верхние Татышлы): 3 км,
- центра сельсовета (Новые Татышлы): 7 км,
- ближайшей ж/д станции (Куеда): 28 км.

## История
История образование д. Уразгильды берет свое начало от д. Татыш (Татиш, Татишево) при речке Татыш (первое упоминание — это ревизская сказка от 1722 г., источник из РГАДА), которое в будущем сформировалось в современное с. Верхние Татышлы.

Потомки ясашных Яман Кайсин, Биктуган Бикташев, Баймухамет Идиков (подтверждения найдены в ревизких сказках V—IX) в земельном споре, с башкирами соседней деревни Кальтяево, на право пользования землей в 1809 г. заявили, что «Имеем мы обще с однодеревенцами своими заселение и пользование землями и лесом по записи 1703 года июля 3-го дня, выданной предку нашему из вотяков тептярю Ямбетю Янышеву от башкира вотчинника Таныпской волости Янчуры Явгильдина». Приводим текст записи, обнаруженный в архивах Москвы и Уфы:
«Лета 1703 года уфимского уезду сибирской дороги Таныпской волости деревни Кайпановы башкирец Янчура Явгильдин далсию запись приемышу Осинской дороги деревни Татиш вотяку — Ямбету Янышеву в том, что принял он Янчура его Ямбетя к себе вместо сына, потому что он стар а детей у него нет. А которую вотчину своим повытьем владеет от Янчура лесом барандой верхняя межа речка Калышев, что впала в Ик реку нижняя межа речка Бермыш, что впала в Юнь речку и ему — Ямбетю тою вотчинной лесом и барандой по урочищам впредь владеть вечно, а ясаку с той вотчины в казну платить 20 алтын на год, да за мед по гривне, а товарищам его Таныпской волости башкирцам и родственником до той его Янгильдеевой вотчины, которая писана всей записи никому дела нет.»
Выселок Уразгильды образовался из В. Татышлов при р. Бармыш (где-то в актах указано Бермыш, Бермеш), переросший в деревню в начале XIX в. Первое упоминание в ревизских сказках IX—X. В 1859 г. согласно ревизсским сказкам (10-й ревизии) было зафиксировано 144 души мужского пола и 144 души женского, в сумме 288 человек. В 1850 г. согласно ревизским сказкам (9-й ревизии) было зафиксировано 121 душа мужского пола и 96 душ женского, в сумме 217 человек. По ревизским сказкам население было тептярями из вотяков, которые сейчас большинство называют себя удмуртами, но и среди них в какой-то из периодов поселились татары или башкиры, те, кто ходили в мечеть и в будущем в переписи 1920 г. указывали свою национальность — татар. Резюмируя конфессиональный момент деревни, можно сказать о двух основных религиях — язычество (удмуртского толка) и ислам.
Мусульманский приход посещал мечеть в соседней деревни Кальтяевке, тому свидетельствует наличие жителей Уразгильды в метрических книгах мусульман совмещенных с Кальтяевкой, Нижними-Татышлами и Бигинеевой. В 1775 году в д. Кальтяевке человек по имени Тимерша Рахматуллин открывает медресе, а в 1804 году строит мечеть, в которую как раз и ходили мусульмане с ближайших деревень. Вторую мечеть построил сын Мухаммат Тимершин, которую посещали в основном жители села Кальтяево, и свидетельствуют тому также метрические книги). По переписи 1919 г. среди жителей деревни было 11 дворов, где хозяин двора был татар, 1 хозяин — русский, и остальные — вотяки.

## Население
| 2002 | 2009 | 2010 |
| ---- | ---- | ---- |
| 490  | ↗496 | ↘471 |

Национальный состав
Согласно переписи 2002 года, преобладающая национальность — удмурты.

## Инфраструктура
Личное подсобное хозяйство с зоной сельскохозяйственного использования, индивидуальная застройка усадебного типа.
Основа экономики — сельское хозяйство.
Машинно-тракторная мастерская. Фельдшерско-акушерский пункт. Школа. Детский сад.

## Религия
Для обрядов и ритуалов в Уразгильдах есть специальное место на вершине, где удмурты совершают языческие обряды.
На территории деревни находятся два кладбища — мусульманское и удмуртское.

## Транспорт
Деревня доступна автотранспортом с автодороги 80К-005.

## Известные люди поселения .
Раушания апа известная не только своем селе а за пределами как в башкирии так в россии известная ясновидящая ( говорит только правду как  она есть ) видит от рождения и до последнего дня вашеи жизни совету дает ясновидящая лечить людеи ( жаль что нету ее официального саита она бы могла помощь многим людям ( может она святая как матрона блаженная московская ) она лечить людеи видит все очередть в ее дом принимает по утрам через день вроде бы вот бы про нее репортаж сняли бы ютв уфанет может церковь пришла бы экспедицеи в ее дом но она видит все это таких как она нет это золото пока она жива надо бы ее про нее видео репортаж снять . она видит все .                                                                                                                                                                                              
- Уразгильды на портале «Генеалогия и Архивы»

1. ↑  «Уразгильды: село знаменитой ясновидящей». magiatop.ru. Дата обращения: 20 марта 2025.